# Apol·lònides de Siracusa
Apol·lònides de Siracusa (en llatí Apollonides, en grec Ἀπολλωνίδης), fou un dignatari de la ciutat de Siracusa a Sicília.
A la Segona Guerra Púnica, quan la ciutat estava dividida entre els partidaris de Cartago i els de Roma, va insistir que calia prendre un o altre camí però no restar dividits, ja que la divisió portaria inexcusablement la ruïna de la ciutat. Va deixar entreveure que per ell era millor ser aliats dels romans, segons diu Titus Livi.